# Pristimantis toftae
Pristimantis toftae är en groddjursart som först beskrevs av William Edward Duellman 1978.  Pristimantis toftae ingår i släktet Pristimantis och familjen Strabomantidae. IUCN kategoriserar arten globalt som livskraftig. Inga underarter finns listade i Catalogue of Life.